# Pasteur Rahajason
Pasteur Rahajason (1897-1971) était un écrivain malgache.
Il écrivit l'hymne national de Madagascar Ry Tanindraza nay malala ô (Ô Terre de nos ancêtres chérie) en 1958. Norbert Raharisoa, ancien élève du Conservatoire national de musique de Paris, composa la musique de l'hymne en souvenir de l'hymne de guerre de la reine Ranavalona Ière.

## Biographie
Rahajason (né en 1897 et décédé en 1971) était un auteur, écrivain et pasteur malgache. Il est notamment connu pour avoir écrit l'hymne national malgache. Malgré cette contribution significative, Rahajason demeure relativement méconnu dans son pays.
Il est étonnant que ce pasteur pourtant formé par des missionnaires coloniaux ait inscrit dans son œuvre le caractère unique de Dieu. Cette idée de l'unicité de Dieu est en effet le lien entre les différentes communautés et tribus de Madagascar.
On remarquera que même si les ancêtres sont omniprésents dans la chanson nationale on ne perçoit aucun mot ni phrase supposant une quelconque vénération des ancêtres par les Malgaches.
Le lien des Malgaches avec les ancêtres selon ce pasteur s'apparente plus à du respect qu'à une vénération.
L'œuvre de ce pasteur démontre la sagesse des anciens et du Malgache qu'il est. Peu de Malgaches aujourd'hui connaissent l'histoire de cet hymne national. Un peu comme peu de Français connaissent l'histoire de Rouget de Lisle et de La Marseillaise. Le pasteur Rahajason est donc tombé dans les oubliettes de l'histoire malgache malgré l'importance de son œuvre.